# Samantha Maloney
Samantha Maloney (New York, 11 dicembre 1975) è una batterista e compositrice statunitense.

## Biografia

### Primi anni
Samantha ricevette in regalo la prima batteria a cinque anni, suonare divenne subito una parte importante della sua vita. All'età di quattordici anni si iscrisse al Fiorello H. LaGuardia High School of Music & Art and Performing Arts di New York dove studiò percussioni per tre anni.

### Shift
Nel 1993 all'età di sedici anni fu scelta come batterista di rimpiazzo nel gruppo post-hardcore Shift, divenendo poi membro ufficiale. Il gruppo realizzò due album per l'etichetta indipendente Equal Vision Records nel 1994 e nel 1995, firmando poi per la Columbia records con la quale realizzò l'album Get in due anni più tardi. Alla pubblicazione dell'album fece seguito un tour.

### Hole
Nel 1998 le fu offerto il ruolo di batterista nelle Hole al posto di Patty Schemel, che aveva lasciato il gruppo. Samantha lasciò gli Shift e seguì la band nei tour negli Stati Uniti, Australia, Giappone e Regno Unito, comparendo anche nei video dei tre singoli estratti dall'album Celebrity Skin.

### Mötley Crüe
Nel 2000, durante una pausa delle Hole, le fu offerto il ruolo di batterista nei Mötley Crüe in sostituzione di Randy Castillo, a quel tempo ammalato. Compare infatti nel DVD Mötley Crüe – Lewd, Crued & Tattooed del 2002. I fan del gruppo la hanno soprannominata Sammy Lee per l'ottimo lavoro svolto, in riferimento al batterista originale Tommy Lee.

### Eagles of Death Metal
Nel 2005 Josh Homme le propose di suonare con il suo progetto collaterale Eagles of Death Metal che aprivano i concerti dei Queens of the Stone Age. I due si erano conosciuti quando nel 1998 i Queens of the Stone Age avevano fatto da gruppo di supporto nel tour delle Hole negli Stati Uniti, su suggerimento di Melissa Auf der Maur. Precedentemente nel 2001 aveva partecipato anche alle Desert Sessions Vol 7 & 8 , con lo stesso Homme, Mark Lanegan (Screaming Trees) e Chris Goss (Masters of Reality).

### Peaches
Nel 2006 ha suonato in tour con il gruppo di Peaches, a supporto dell'album Impeach My Bush, insieme a Radio Sloan e JD Samson.

### Altre collaborazioni
Nel 2004 insieme a Melissa Auf der Maur, Paz Lenchantin e Radio Sloan creò un nuovo gruppo femminile chiamato The Chelsea, che si esibì una sola volta prima di sciogliersi. Nello stesso anno fu chiamata da Courtney Love per completare le registrazioni del suo album da solista America's Sweetheart alla batteria. In seguito si unì alle esibizioni dal vivo insieme a Radio Sloan, alla chitarrista Lisa Leveridge e la bassista Dvin in un gruppo chiamato ancora The Chelsea, con ospiti speciali come Lemmy Kilmister dei Motörhead e Carmen Electra. Nel 2009 con nuovi componenti e il nome di Chelsea Girls formò una cover band che suonava brani di successo dei Judas Priest, AC/DC, Blondie e Madonna.

### Recitazione
Ha partecipato come ospite in tre episodi della serie TV Californication nella parte dell'autista "Sam" nel 2008.
Ha recitato nel film Factory Girl nella parte di Maureen Tucker del 2006.

### Strumentazione
Samantha suona batterie Sonor, piatti Zildjian e Drum machine Roland.

## Vita privata
Samantha attualmente vive a Valley Village nella San Fernando Valley nelle vicinanze di Los Angeles.

## Discografia
Con gli Shift
- 1994 – Pathos (EP)
- 1995 – Spacesuit
- 1997 – Get in

Con i Mötley Crüe
- 2000 – New Tattoo Live in Salt Lake City bonus disk
- 2002 – Lewd, Crüed & Tattooed (DVD)

Con Courtney Love
- 2004 – America's Sweetheart

Con Peaches
- 2006 – Impeach My Bush